# Samuel Paynter

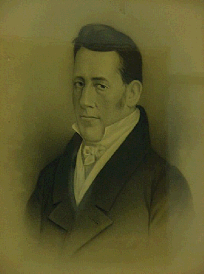

Samuel Paynter (24 de agosto de 1768 - 2 de outubro de 1845) foi um político norte-americano que foi governador do estado do Delaware, no período de 1824 a 1827, pelo Partido Federalista.